# Спарта (Нью-Йорк)
Спарта (англ. Sparta) — місто (англ. town) в США, в окрузі Лівінгстон штату Нью-Йорк. Населення — 1583 особи (2020).

## Демографія
Згідно з переписом 2010 року, у місті мешкали 1624 особи в 609 домогосподарствах у складі 472 родин. Було 667 помешкань
Расовий склад населення:
| - 97,4 % — білих - 0,5 % — чорних або афроамериканців - 0,4 % — корінних американців - 0,3 % — азіатів - 0,1 % — вихідців з тихоокеанських островів |

До двох чи більше рас належало 0,9 %. Частка іспаномовних становила 0,9 % від усіх жителів.
За віковим діапазоном населення розподілялося таким чином: 23,2 % — особи молодші 18 років, 61,3 % — особи у віці 18—64 років, 15,5 % — особи у віці 65 років та старші. Медіана віку мешканця становила 43,7 року. На 100 осіб жіночої статі у місті припадало 101,2 чоловіків;  на 100 жінок у віці від 18 років та старших — 97,8 чоловіків також старших 18 років.
Середній дохід на одне домашнє господарство  становив 78 410 доларів США (медіана — 67 250), а середній дохід на одну сім'ю — 91 253 долари (медіана — 75 859). Медіана доходів становила 51 563 долари для чоловіків та 39 583 долари для жінок. За межею бідності перебувало 7,4 % осіб, у тому числі 9,1 % дітей у віці до 18 років та 9,4 % осіб у віці 65 років та старших.
Цивільне працевлаштоване населення становило 723 особи. Основні галузі зайнятості: освіта, охорона здоров'я та соціальна допомога — 27,8 %, роздрібна торгівля — 14,9 %, виробництво — 9,8 %, будівництво — 9,1 %.